# Caverna de Altamira
Altamira é uma caverna na qual se conserva um dos conjuntos pictóricos mais importantes da Pré-história. Fica no município espanhol de Santillana del Mar, Cantábria, num prado do qual tomou o nome. Por volta de 11 000 a.C., a queda de uma rocha bloqueou a entrada da caverna, impedindo a continuidade da ocupação humana e assim preservando o seu interior.
As pinturas e gravuras da caverna pertencem ao Paleolítico Superior, principalmente aos períodos Magdaleniano (entre 14 500 e 12 000 a.C.) e Solutreano (16 500 a.C.), embora testes usando séries de urânio avaliem a data para cerca de 32 000 a.C., no começo do Aurignaciano. O estilo de grande parte das suas obras enquadra-se na denominada "escola franco-cantábrica", caracterizada pelo realismo das figuras representadas. Contém pinturas policromáticas, gravuras, pinturas pretas, vermelhas e ocres que representam animais, figuras antropomorfas, desenhos abstratos e não figurativos.
Qualificativos como: "Capela Sistina" da arte rupestre; "...a manifestação mais extraordinária desta arte paleolítica...", "... a primeira caverna decorada que se descobriu e que contínua sendo a mais esplêndida"; e "...se a pintura rupestre [paleolítica] é o exemplo de uma grande capacidade artística, a caverna de Altamira representa a sua obra mais sobresselente", indicam a qualidade e a beleza do trabalho do homem magdaleniano neste recinto.
Foi declarada Património da Humanidade em 1985. Em 2008, a nomeação foi estendida  para outras 17 cavernas do País Basco, das Astúrias e da própria Cantábria,  chamando o conjunto "Caverna de Altamira e arte rupestre paleolítica do norte da Espanha".

## História da descoberta e reconhecimento
A caverna de Altamira foi descoberta em 1868 por um caçador chamado Modesto Cubillas, que encontrou a entrada quando tentava libertar o seu cão, que estava preso entre as fendas de umas rochas por perseguir sua caça. Naquele momento, a notícia da descoberta de uma caverna não teve transcendência entre a vizinhança da zona, pois é um terreno kárstico, caracterizado por possuir já milhares de grutas, pelo qual a descoberta de uma caverna a mais, não foi novidade.
Marcelino Sanz de Sautuola, "mero afeiçoado" em paleontologia, veio a conhecer a existência da caverna diretamente do mesmo Cubillas, sócio de sua fazenda; porém, não a visitou até pelo menos 1875 e muito provavelmente em 1876. Percorreu-a na íntegra e reconheceu alguns signos abstratos, como raias pretas repetidas, às quais não deu qualquer importância por não considerá-las obra humana. Quatro anos depois, no verão de 1879, voltou Sautuola pela segunda vez a Altamira. Nesta ocasião, acompanhado pela sua filha María Faustina Sanz Rivarola, de cerca de oito anos. Tinha interesse por escavar a entrada da caverna visando encontrar alguns restos de ossos e sílex, como os objetos que vira na Exposição Universal de Paris em 1878.

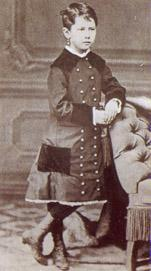
Maria exclamou ao ver as pinturas: Olha, pai, bois!.

A descoberta realizou-a, na realidade, a menina. Enquanto o seu pai permanecia na boca da gruta, ela adentrou-se até chegar a uma sala lateral. Ali viu umas pinturas no teto e correu a dizer-lhe ao seu pai. Sautuola ficou surpreendido ao contemplar o grandioso conjunto de pinturas daqueles estranhos animais que cobriam a quase totalidade da abóbada.
No ano seguinte, 1880, Sautuola publicou um breve opúsculo intitulado Breves apontes sobre alguns objetos pré-históricos da província de Santander. Nele sustinha a origem pré-histórica das pinturas e incluía uma reprodução gráfica. Expôs a sua tese ao catedrático de Geologia da Universidade de Madrid, Juan Vilanova, que a adotou como própria. Porém, a opinião de Sautuola não foi aceite pelos franceses Cartailhac, Mortillet e Harlé, os cientistas mais reconhecidos em estudos pré-históricos e paleontológicos na Europa.
As pinturas de Altamira foram o primeiro conjunto pictórico pré-histórico de grande extensão conhecido até então, mas tal descoberta determinou que o estudo da caverna e o seu reconhecimento levantasse toda uma polêmica a respeito dos enfoques aceites na ciência pré-histórica do momento. A novidade da descoberta era tão surpreendente que provocou a lógica desconfiança dos estudiosos. Chegou-se a sugerir que as tinha pintado o próprio Sautuola entre as duas visitas que tinha feito à caverna, negando assim a sua origem paleolítica, ou até mesmo atribuíndo a obra a um pintor francês que fora alojado na casa do guia da caverna, embora a maior parte dos experts franceses considerasse Sautuola como um dos enganados.

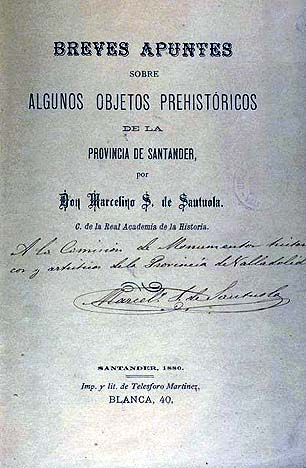
Marcelino Sanz de Sautuola publicou em 1880 este escrito, onde fez a conhecer as pinturas encontradas no ano anterior, incluindo um desenho do teto da grande sala de policromos.

O realismo das suas cenas provocou, a princípio, um debate em torno da sua autenticidade. O evolucionismo, aplicado à cultura humana, conduzia a deduzir que tribos antigas e selvagens não deviam dispor de arte e que desde então até a atualidade teria havido um contínuo de progresso. Por lógica se a arte é símbolo de civilização deveria ter aparecido nas últimas etapas humanas e não em povos selvagens da Idade da Pedra. O seu reconhecimento como uma obra artística realizada por homens do Paleolítico implicou um longo processo no qual, também, se foram definindo os estudos sobre a Pré-história.
Nem a ardente defesa de Vilanova no Congresso Internacional de Antropologia e Arqueologia, celebrado em Lisboa em 1880, nem o afã de Sautuola evitaram a desqualificação de Altamira. No entanto, um reputado humanista e político liberal sevilhano, Miguel Rodríguez Ferrer, publicou um artigo na prestigiosa revista La Ilustración Española y Americana (1880), avalizando a autenticidade das pinturas e ressaltando o seu imenso valor. Giner de los Ríos, como diretor da Institución Libre de Enseñanza, encomendou um estudo ao geógrafo Rafael Torres Campos e ao geólogo Francisco Quiroga, que emitiram um relatório desfavorável, que publicaram no boletim da instituição.
A oposição tornou-se cada vez mais generalizada. Na Espanha, na sessão da Sociedade Espanhola de História Natural de 1 de dezembro de 1886, o diretor da Calcografia Nacional emitiu o parecer de que "(...) tais pinturas não têm caracteres da arte da Idade da Pedra, nem arcaico, nem assírio, nem fenício, e somente a expressão que daria um mediano discípulo da escola moderna (...)". Sautuola e os seus poucos seguidores lutaram contra essa sentença. A morte de Sautuola em 1888 e a de Vilanova em 1893, afundados no descrédito pela sua defesa, pareciam condenar definitivamente as pinturas de Altamira a ser considerada uma fraude moderna.
Contudo, o seu valor foi revisto após frequentes achados de outras peças de arte móvel similares em numerosas cavernas europeias. No final do século XIX, principalmente na França, foram descobertas pinturas rupestres inegavelmente associadas às estatuetas, relevos e ossos, gravuras aparecidos em níveis arqueológicos paleolíticos, unidos a restos de animais desaparecidos da fauna peninsular ou extintos, tais como mamute, rena, bisão e outros. Nesse reconhecimento, destacou-se muito positivamente Henri Breuil pois os seus trabalhos em torno do tema "A arte parietal", apresentados no congresso da Associação Francesa para o Avanço das Ciências em 1902, provocaram mudanças substanciais na mentalidade dos investigadores da época. Émile Cartailhac fora um dos maiores opositores à autenticidade de Altamira, mas a descoberta de gravuras e pinturas a partir de 1895 nas cavernas francesas de La Mouthe, Combarelles e Font-de-Gaume, fez reconsiderar a sua postura. Após visitar a caverna, escreveu na revista L'Antropologie (1902) um artigo intitulado La grotte d'Altamira. Mea culpa d'un sceptique (A caverna de Altamira. Mea culpa de um céptico). Esse artigo implicou o reconhecimento universal do caráter paleolítico das pinturas de Altamira.

## Descrição física da caverna

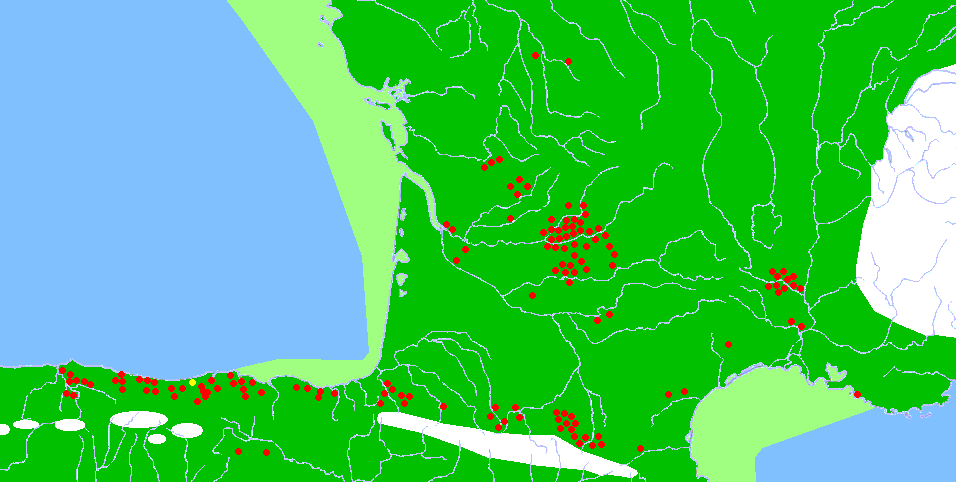
A presença de grandes massas de gelo (em branco) no Paleolítico Superior fez retroceder a linha de costa consideravelmente (verde claro). No mapa, o ponto amarelo indica a posição da caverna de Altamira e a vermelho outras cavernas com arte parietal.

A caverna está situada na encosta de uma pequena colina calcária de origem pliocénico, com a entrada a 156 m de altitude e a cerca de 120 acima do rio Saja, que passa a mais ou menos 2 km. À época das pinturas da grande sala, a caverna encontrar-se-ia a 8 ou 10 km mais ao interior do que atualmente, que está a 5 km, pois o golfo da Biscaia tinha um nível inferior. Esta situação deverá ter sido privilegiada para os caçadores pois permitia-lhes dominar um extenso terreno, além de dispor de refúgio.
No final do período Magdaleniano, a entrada da caverna derrubou-se selando a entrada, o que permitiu a conservação do sítio arqueológico e das suas pinturas e gravuras. A caverna de Altamira é relativamente pequena: apenas tem 270 m de comprimento. Apresenta uma estrutura simples formada por uma galeria com escassas ramificações e termina numa longa galeria estreita e de difícil percurso. A temperatura e a umidade do ar na grande sala da caverna mantêm-se aproximadamente constantes ao longo de todo o ano, como puderam comprovar Breuil e Obermaier com as suas medidas de 13,5-14,5 °C e 94-97% respectivamente.
O estudo da composição da rocha foi realizado graças a que a autoridades espanholas proporcionaram um pedaço do teto da caverna na década de 1960 ao Dr. Piestch para que a analisasse, assim pôde reproduzir a mesma para as réplicas que posteriormente se albergariam no Museu Arqueológico Nacional em Madrid e no Deutsches Museum de Munique. A análise indicava:
"Trata-se de uma consistente pedra calcária compacta e finamente cristalizada, de cor amarela parda uniforme; algumas zonas irregulares de cor amarela parda intensa, que semelham manchas se compõem de calcita que contém siderita. Ademais aparecem outras zonas..."— (Pietsch 1964, pp. 61-62)

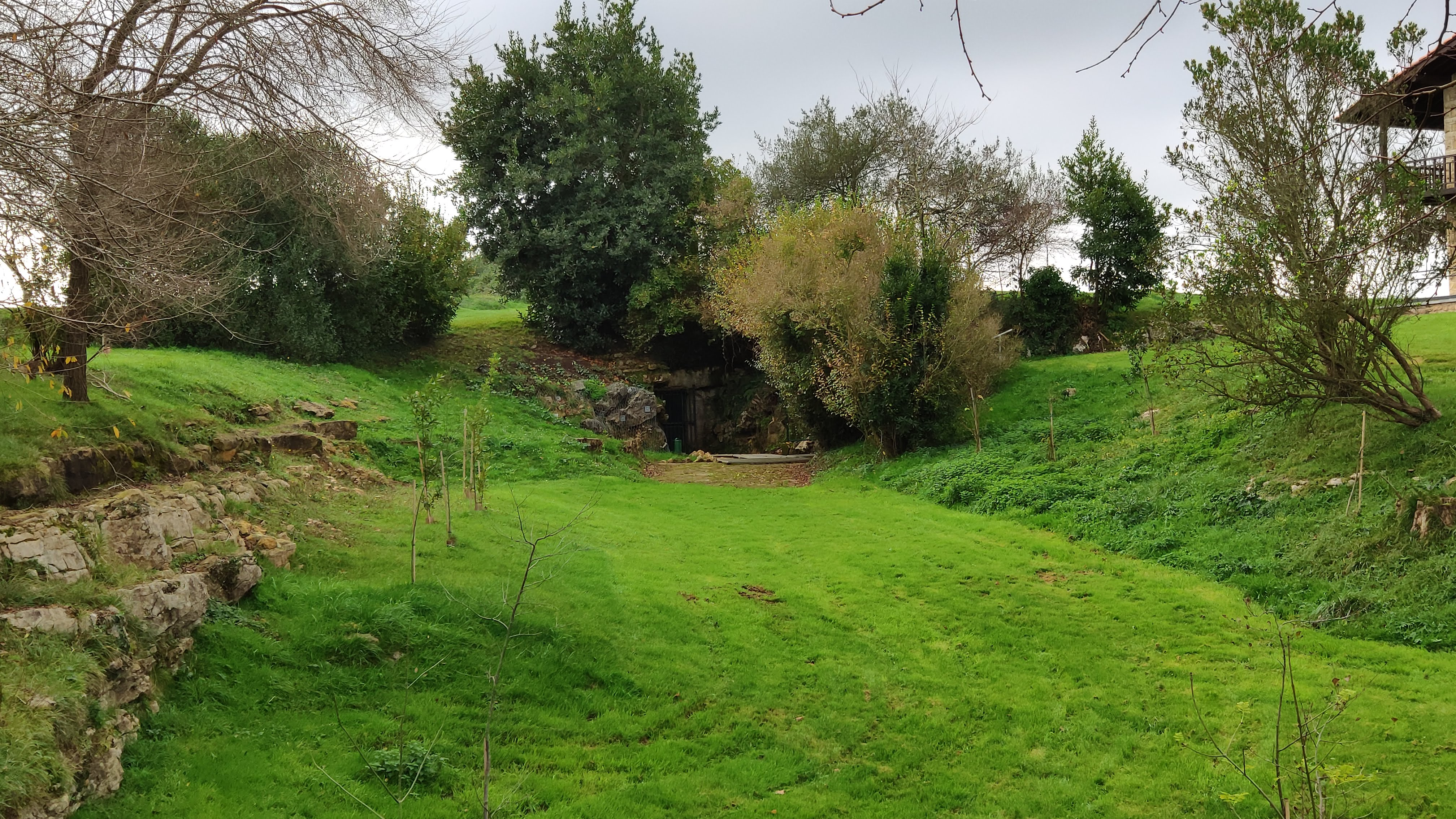
Entrada da caverna entre o grupo de árvores e arbustos no centro

Também se ofereciam outros pormenores e se concluía que a pedra calcária era quase pura, com um componente dolomítico mínimo —com uma proporção de Magnésio não superior a 1,3%. Vendo o seu mapa atual é difícil de entender como foram usadas a zona de habitação e a sala dos policromos, pelo qual se deve imaginar como um quase contínuo na época das pinturas. Na escavações foram identificados, pelo menos, cinco derrubes importantes da caverna: um pré- solutreano, anterior à ocupação solutreano, quando ocorreu o seguinte, anterior de um que coincide com o sítio magdaleniano, e dois mais que deixaram blocos sobre a camada estalagmítica, que se encontrara sobre este sítio, e que foram, muito provavelmente, antes do final do Pleistoceno (há cerca de doze mil anos). Derrubes menores continuaram, um esteve prestes a ferir Obermaier durante as suas escavações da década de 1920.
Atualmente definem-se várias zonas, que embora não tenham todas um nome próprio adotado de forma consensual, mencionam-se habitualmente como "átrio", "grande sala dos policromos", "grande sala dos tetiformes", "galeria", "sala do bisão preto", "sala do buraco" (sala prévia à cauda de cavalo), e a "cauda de cavalo". Ou, outras vezes, por meio de numeração com base no mapa, especialmente ao que fizeram Obermaier e Breuil.

### Átrio
É um átrio amplo, iluminado pela luz natural antes do derrube da entrada da caverna. Foi especialmente parte do lugar habitado durante gerações desde princípios do Paleolítico superior, ou pelo menos são os restos que ficam do abrigo que, provavelmente, foi o local de estadia habitual dos habitantes da caverna. Nele encontraram-se peças de interesse, que ajudaram nas datações e a compreender a forma de vida.
As escavações arqueológicas principais realizadas ao longo da história foram realizadas nesta sala, como se indica mais adiante.

### Grande sala
"Grande sala", "grande sala dos policromos", "sala dos animais", "grande teto", "Sala dos frescos" e outros muitos nomes são os que receberam a segunda sala e que é a alberga o grande conjunto de pinturas policromas, alcumada por Déchelette a "Capela Sistina da Arte Quaternária". A sua abóbada continua mantendo os 18 m de longo pelos 9 m de largo, ainda que a sua altura originária (entre 190 e 110 cm) aumentou ao ser rebaixado o chão para facilitar a cômoda contemplação das pinturas, embora uma testemunha central da altura original fosse mantida.
Em tempos pré-históricos deveu receber iluminação natural desde a abertura através do átrio, se bem que seria insuficiente para poder realizar o trabalho policromo e de conjunto.

## Datação e periodização
Não há acordo na datação das diversas peças arqueológicas encontradas nem na datação das pinturas, como se mostra a seguir, onde há resultados dos diversos métodos e estudiosos. Na variedade datas que se oferecem na literatura especializada não somente se tem de levar em conta os diferentes valores, mas também as diferentes variáveis medidas: as datas dos períodos artísticos gerais e locais, as datas de ocupação das cavernas, as datas de realização das pinturas com base nos diversos métodos, a datação de peças arqueológicas, etc. Outro dos fatores que podem levar à confusão foi que, devido a que as datações dos níveis de ocupação se consideraram solutreanos e magdalenianos, as pinturas vermelhas — não datáveis por métodos científicos — enquadravam-se diretamente no Solutreano e porém, quando se estudaram do ponto de vista estilístico, incluíram-se no Gravetiense, atrasando a primeira data de ocupação cerca de 4000 anos. No geral, a arte da região franco-cantábrica enquadra-se no Paleolítico superior, ainda que haja uma diferenciação entre o Paleolítico superior ibérico e o Paleolítico superior cantábrico segundo indica, por exemplo, Barandiarán Maestu.
Os métodos habituais de datação não são eficientes para a maioria das pinturas rupestres, pois estas por um lado não se encontram na maioria dos casos num contexto arqueológico ao que se possam aplicar técnicas de cronologia relativa como se faria a uma peça dentro de um jazida estratificada, e por outro, não permitem o uso de técnicas como a do C14 em materiais não orgânicos. No caso de Altamira dão-se duas circunstâncias que facilitaram a obtenção de dados, por um lado, o preto das pinturas policromas, que é de carvão de madeira, e por outro, o fato de a caverna ficar fechada e inacessível por um derrube, o qual impediu trabalhos posteriores, e que ao datar-se no Magdaleniano inferior cantábrico torna todas as gravuras e pinturas anteriores a esta.
A datação por radiocarbono levou os investigadores Laming e Leroi-Gourhan a propor para as pinturas da grande sala de Altamira uma datação entre 15 e 12 000 a.C., dado que o Magdaleniano da Península Ibérica começou 17 mil anos atrás (cerca de 15 000 a.C., e que até entre 1000 e 2000 anos depois não se homogeneizou em todo o território, as pinturas pertenciam, portanto, ao período Magdaleniano III, segundo autores enquadrado no Magdaleniano inferior e segundo outros no superior. Leroi-Gourhan incluiu aos policromos de Altamira no período IV da sua própria taxonomia. As últimas datações realizadas demarcaram o intervalo e indicam que a data mais provável do conjunto principal é de c. 13 540 a.C., enquadradas no Magdaleniano (entre 15 000 a.C. e 10 000 a.C.), se bem que as primeiras representações são do Gravetiense e outras de um tempo intermédio, o Solutreano (entre 18 000 a.C. e 15 000 a.C.). Posteriormente aos trabalhos arqueológicos de Sautoula, recolhidas esporádicas e algumas campanhas planejadas concretizaram a existência de dois níveis de ocupação, Solutreano superior e Magdaleniano Inferior.
Bernaldo de Quirós e Cabrera deram em 1994 dados recopilados bastantes demarcados:

"As datações obtidas apresentam uma média de 14 mil anos BP [12 050 a.C.] para o carvão e de 14 450 anos BP [12 500 a.C.] para a fração húmica. Para as figuras de tetiformes da “cauda de cavalo” atribuídas por A. Leroi-Gourhan ao Estilo Hl temos uma datação de  15 440+200 (Gil' A 91185) [13 490+200 a.C.]. Se bem que as datas correspondentes ao “grande painel” são mais recentes que as que se possuíam para o nível arqueológico da entrada da caverna, 15 910+230 BP (1-12012) [13 960 a.C.] e 15 500+700 BP (M-829) [13 550+700 a.C.], estas (sic) correspondem-se com as datações dos tetiformes da “cauda de cavalo”."— (Bernaldo de Quirós Guidolti & Cabrera Valdés 1994, p. 270).
As datações de peças arqueológicas encontradas na caverna de Altamira situam, pelo menos, o homem magdaleniano a partir de 14 530 a.C. e até 11 180 a.C. e o solutreano por volta 16 590 a.C. As datações absolutas por radiocarbono apenas oferecem datas, uma posição no tempo, pelo qual, ao falarmos de indústria lítica, pinturas, etc., referimos-nos a culturas, daí a discrepância entre autores quando se faz referência a termos como Solutreano ou Magdaleniano. Até mesmo se tem de levar em conta a possibilidade do uso de estilos diferentes mas contemporâneos, embora outros autores advoguem pela linearidade evolutiva. Sim parece demonstrada a variação de datas de um determinado estilo ou cultura segundo a zona geográfica, por exemplo se tem de distinguir entre Solutreano cantábrico e Solutreano ibérico —no resto da Península Ibérica—. Adicionalmente, para entender a arte paleolítica se tem de estudar para um determinado tempo e espaço específico, as diferentes "escolas" e os seus correspondentes mestres com as suas particularidades, os quais influenciaram em outros. Édouard Piette dizia que "não houve apenas uma arte verdadeira, mas escolas de arte". Portanto, não se devem equiparar as escolas aos períodos temporários, pois até mesmo se reconhecem contemporaneidades delas:
"...aceitamos a existência de tempos plurais nos quais várias “tradições” gráficas se desenvolvem de modo, aproximadamente paralelo, com tendências próprias em diversos aspectos e até mesmo com um mesmo fio condutor para determinadas regiões e atributos."— (Gárate Maidagán 2008, p. 44).
Em 2012, foi publicado um estudo datando várias pinturas em algumas cavernas do norte, incluído um dos signos claviformes da grande sala, que atrasava os primeiros trabalhos até o Aurignaciano, no caso de Altamira há 35 600 anos, justo no começo do povoamento do norte da Península pelos humanos modernos, o que faz pôr em dúvida, pela primeira vez, a possível origem sapiens dos desenhos, e introduz a possibilidade de uma autoria neandertal.

## Ambientes solutreano e magdaleniano
Clima
O Solutreano cantábrico corresponde ao final do Würm III francês e o começo do Würm IV, com uma sequência de clima temperado e úmido, seguido de frio e seco e finalizando com fresco e úmido.
O clima da época seria muito parecido ao atual clima escocês —Cfb seguindo a classificação climática de Köppen—. Por exemplo, encontraram-se restos de lapas e caramujos na caverna, que foram usados como alimento e que indicam um clima frio, para além de que as águas do golfo da Biscaia eram mais frias do que as atuais.
O Magdaleniano, que se estendeu ao longo do Würm IV, teve uma sequência alterna de clima frio e seco, e fresco e úmido. A mudança do clima acontecido há cerca de 12 mil anos fez modificar os hábitos cinegéticos e alimentícios, dando por finalizado ao Magdaleniano com a transição para o Aziliense.
Flora
O que se conhece é com base em análise de pólens, pois não existem representações diretas da flora nem restos de nenhuma das partes das plantas do momento. Dos estudos desprendem-se que a paisagem era aberta, realmente parecida à atual, com pinheiros, bétulas, aveleiras, carvalhos, freixos e herbáceas.
Fauna
No Aurignaciano existiu um conjunto de animais mais variado do que nas épocas posteriores, como a de ocupação de Altamira, pois combinavam-se as faunas de ambientes de floresta e de "meios “abertos”", que ficaram limitados quando a mudança de clima posterior deixou na zona cantábrica uma paisagem exclusivamente aberta, propícia para o cervo e para a cabra, principais presas.
Devido ao tipo de clima e à situação geográfica, durante todo o Würm manteve-se uma uniformidade de espécies, embora com variações das populações, o qual não ajuda as datações com base nos seus restos, ao contrário acontecido em outros locais onde a climatologia mudou mais radicalmente. Assim por exemplo, o cervo e a cabra-pirenaica são as espécies cinegéticas por excelência na região cantábrica, mas como podem viver desde climas cálidos de costa até climas frios de montanha, são maus indicadores.
Tanto os animais representados quanto os encontrados nos sítios arqueológicos, com ocupação humana, não são um indicativo da abundância, pois poderiam ser devidos a uma preferência por tipo alimentício, cinegético ou religioso, embora para o caso dos restos ósseos devam relacionar-se a uma certa abundância para que tenham sido eleitos como presa, especialmente aquelas que se detetaram como habituais. Através dos seus restos, marcas ou representações pictóricas, encontraram-se evidências diretas de raposa, leão-das-cavernas, lince, cervo, cavalo, javali, urso-das-cavernas, íbice, camurça, corça, auroque, bisão, e no momento de mais frio, rena ou foca. Até mesmo há restos de mamutes. De todos estes restos, o cervo foi o animal por excelência para a caça.
Também das praias, o homem de Altamira extraiu parte da sua alimentação, por exemplo encontraram-se conchas de lapas, caramujos e vieiras. Quanto à pesca, limitava-se a peixes de rio ou estuário, tais como a truta, a truta marisca e, esporadicamente, o salmão.
Hominídeos
Parece que foi o homem atual, Homo sapiens, que pintou as cavernas de Altamira e realizou todas as pinturas e gravuras encontradas na Cornija Cantábrica. O outro habitante da Península Ibérica, o homem de neandertal, havia já mais de 13 mil anos que se extinguira (c. 28 000 AP). Embora as evidências recolhidas no nível 18 do sítio arqueológico da caverna de El Castillo parecem demonstrar a convivência de ambos Homo há cerca de 30 mil anos, milênios antes das primeiras pinturas nessa caverna e nas de Altamira.

## Sociedade e tecnologia pré-históricas
Os povoadores da zona de Altamira eram tribos de caçadores-coletores nómadas, formados por volta de entre 20 e 30 indivíduos, que usavam os abrigos naturais ou entradas das cavernas como habitação, mas não o seu interior, e faziam uso do fogo para se iluminar e para cozinhar. As escavações fizeram pensar aos arqueólogos que durante o Paleolítico superior os lumes eram limpados e renovados periodicamente, ao contrário do Paleolítico Meio, no qual os lumes eram mantidos de modo constante. Adicionalmente, devia existir uma estrutura social hierarquizada que permitisse organizar partidas de caça de grandes animais, pois tais presas teriam sido inacessíveis sem organização.
No Solutreano, há cerca de 21 mil anos, apareceu uma nova técnica de talhe, "retoque mapa", que permitiu realizar aparelhos de grande detalhe, como as pontas de projétil. Esta técnica, por motivos totalmente desconhecidos, parou de ser usada no início do seguinte período, o Magdaleniano, e não se voltaria a retomar até 10 mil anos depois.
As ferramentas que se acham no Magdaleniano, além de uma indústria lítica melhorada, encontram-se objetos da grande revolução de há cerca de 17 mil anos, como trabalhos em corno de rena e osso, e os arpões e agulhas de coser serão a novidade magdaleniana mais significativa, embora também se tenha de ressaltar a fabricação de ferramentas múltiplas, por exemplo buril num extremo e raspador no outro e a decoração dos propulsores, arma lançadora de dardos, conhecida desde havia milênios.
O homem pré-histórico caçava e consumia uma parte no mesmo sítio da caça, enquanto as peças mais carnosas, como as extremidades eram as transportadas; no período Magdaleniano, os caprídeos e cervos foram as peças preferentes. no entanto, por outro lado, realizavam objetos que podem ser identificados como adornos, como dentes ou conchas perfuradas.
A existência de uma estrutura social dá-se por aceita para poder organizar trabalhos que deveram ser de grande complexidade para os meios que existiam, por exemplo é possível imaginar a sala de Lascaux com andaimes e dezenas de lâmpadas iluminando-a, além de manter o artista ou artistas à custa do trabalho dos demais até completar a criação. Pelos estudos dos espaços de habitação pôde concluir-se que era estruturada por funções: oficina de sílex, esquartejamento da caça, tratamento das peles, cozinha, etc. E no átrio de Altamira encontraram-se dois poços que, provavelmente, foram usados para cozinhar carne de cervo ou outros animais. Não se pôde assegurar se era asada ou cozida pois, embora haja ossos queimados, poderiam ter sido arrojados ao fogo depois da sua ingestão. Tudo isso, além dos trabalhos que nos deixaram, conduz a pensar num "nível cultural elevado da sociedade".

## Sítio arqueológico
A caverna foi habitada há 22 mil anos, cerca de 4000 antes de serem pintadas as figuras principais. Estes dados foram possíveis pelo estudo das notas e descobertas realizadas por Breuil, Obermaier e outros em princípios do século XX.
A caverna teve vários períodos de escavação arqueológica, depois das primeiras realizadas pelo próprio Sautuola, dirigidas por importantes cientistas nas suas respectivas épocas, tais como: Joaquín González Echegaray, Hugo Obermaier, Hermilio Alcalde del Río. Datas significativas da história do estudo arqueológico da caverna são:
- 1876 - Visita e pesquisa de Sautuola. Descobriu algumas das pinturas, mas não lhes conferiu importância;[19]
- 1879 - Escavação do átrio e descoberta do grande salão de pinturas policromas pela filha de Sautuola;[106]
- 1880 - Giner de los Ríos e Vilanova exploraram a caverna;[35]
- 1880 - Miguel Rodríguez Ferrer visitou a caverna, onde foi recebido por Vilanova e Giner de los Ríos;[107]
- 1881 - Prospecções de Harlé nas duas visitas que realizou. Foi acompanhado de Sautuola;[108]
- 1902 - Escavações de H. Alcalde del Río, e foram documentados pela primeira vez dois níveis: Magdaleniano e Solutreano.[109][110] Recolheu três quilogramas de hematites;[111]
- 1902-04 - Prospecções de E. Cartailhac e H. Breuil;[39][112]
- 1924 - H. Obermaier e H. Breuil;[109][113][114]
- 1925 - H. Obermaier;[113][114][nota 12]
- 1980-81 - J. González Echegaray e L. Freeman, última realizada,[76][109] e onde unicamente se pôde encontrar o estrato magdaleniano.[115]
- 2004 - durante dois dias trabalharam sobre as escavações anteriores e foram reinterpretados os resultados obtidos até então.[116][nota 13]

Nelas o que se encontrou é uma grande quantidade de restos de habitação e arte móvel: bifaces, pontas, azagaias, raspadores, restos malacológicos —conchas que foram utensílios e restos alimentares—, restos de peixes —espinhas de peixe—, contas, pingentes, restos de mamíferos —alguns decorados—, agulhas, buris, lâminas, aerógrafos, omoplatas decorados de animais, além de muitas outras prospecções e recolhidas esporádicas ou fortuitas, como por exemplo o cetro decorado recolhido por Sainz em 1902. Estas peças encontram-se dispersas em coleções públicas e privadas da França e Espanha, e até mesmo parte delas ficaram  perdidas.

## Pinturas e gravuras de Altamira

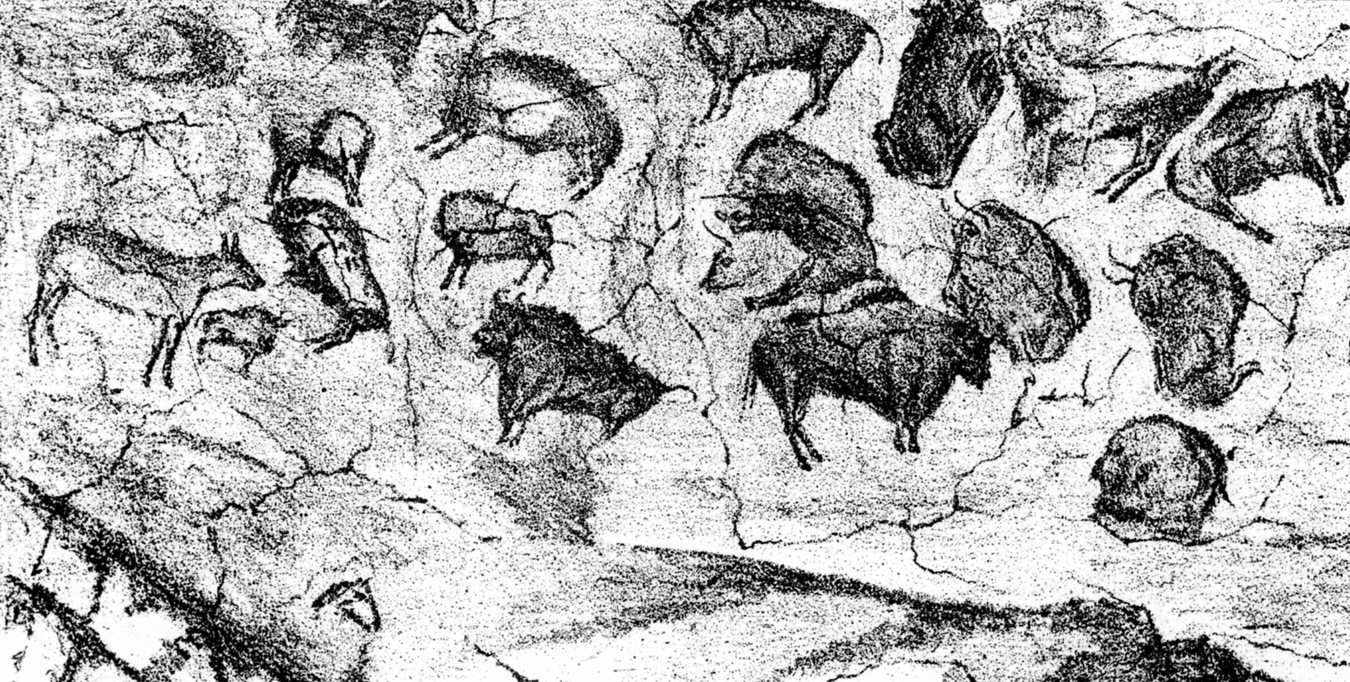
Grande sala de policromos de Altamira, publicado por M. Sanz de Sautuola em 1880.

A qualidade dos trabalhos de Altamira, como a de outras muitas cavernas, asseguram que as ferramentas usadas, tanto para gravuras como para desenhos e pinturas, eram equiparáveis às dos artistas de época histórica. Assim, por exemplo, os buris de sílex oferecem uma qualidade de corte altíssima; e as pinturas e outros pigmentos permitem adaptação aos suportes usados, etc. A evolução da arte não é como a da tecnologia, pois não acumula as suas inovações como, por exemplo, o faria um processo de fabricação de veículos. Embora a arte paleolítica conte com 20 mil anos de desenvolvimento, não sofreu uma evolução de aperfeiçoamento contínuo, apenas se tem de pensar na grande qualidade das muito antigas figuras dos sítios aurignacianos e gravettenses, muito anteriores aos policromos de Altamira. Exemplos posteriores da não linearidade do aperfeiçoamento é a escultura da Grécia Antiga, com obras em mármore de há uns milhares de anos que ainda atualmente são modelos a seguir pela arte, quando de ter seguido a arte uma evolução contínua teriam sido constantemente substituídas e agora se veriam como vestígios de pouca qualidade.
"O magdaleniano superior constitui, segundo Breuil, o momento de apogeu na pintura com a pintura de modelado, que alcança o seu mais alto triunfo nas figuras policromas de Altamira, onde a história da arte soube com assombro o grau de fidelidade na reprodução da Natureza e a altura de sentimento artístico à qual pôde chegar o homem, em humilde estado natural, há por volta de dezessete mil anos."— (Obermaier, García y Bellido & Pericot 1957, p. 105)
Certos estudos, com um alto grau de subjetividade dado a tipologia, indicaram que da arte parietal paleolítica apenas cerca de 15 %  das figuras representadas têm um grande qualidade, enquanto o resto seriam meros desenhos e pinturas sem qualidade "artística". Entre a pinturas que ultrapassam esse subjetivo limiar da arte encontra-se o teto da Grande sala de policromos de Altamira, para muitos autores, a obra-prima do Magdaleniano e inclusive do Paleolítico.

### Técnica

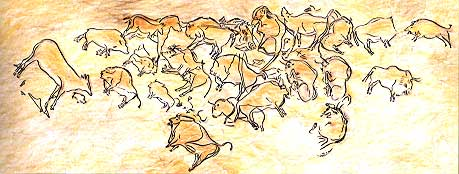
Representação do painel dos bisões publicada em 1906 por Cartailhac e Breuil

O trabalho, basicamente, consistia em selecionar o espaço, marcar o contorno com gravura, incorporar o negro e por último a cor. O autor tinha um traço firme e decidido, conhecia à perfeição a anatomia dos animais que pintava, de fato não se encontram retificações do desenho.
Parece existir o acordo que os "mestres" que fizeram os grandes trabalhos de cavernas, como é o conjunto de Altamira, existiram e destacaram-se e, além disso, conferiam a sua personalidade aos seus desenhos. O trabalho dos policromos da Grande sala é considerado por Múzquiz, a autora de várias das reproduções, como o trabalho de um único autor. Chegou-se a assegurar que o mestre de Altamira pintou em outras cavernas, como a caverna de El Castillo.
As superposições foram tratadas por Breuil, a princípio, como uma espécie de estratigrafia que, junto ao estilo, permitiriam a datação das diversas obras, pinturas ou gravuras, ainda que estudos posteriores concluíram que muitas delas são simultâneas no tempo. Estudos detalhados de alguns conjuntos de diversas épocas deste tipo de palimpsesto concluíram que as superposições simultâneas foram diminuindo com o avanço do tempo, tornando-se pouco usuais no final do Magdaleniano, e chegando à omissão de extremidades ou partes do corpo para evitá-las, embora os autores desse tempo não tivessem qualquer inconveniente em superpor a sua obra à de outras épocas. Nesse tempo os bisões e cavalos são os animais menos envolvidos —segundo percentagem— nas superposições. Por exemplo, na Grande sala, um dos bisões tem omitida a cabeça para evitar a superposição com um dos javalis, supondo-se que é totalmente intencionada pois não existe burilado prévio da zona, pelo qual foi planejado sem cabeça desde o princípio. Leroi-Gourhan chegou a considerar a superposição como uma forma de composição embora também reconhecesse que nem sempre era assim ao existir algumas superposições diacrônicas, deixando para as sincrônicas este uso compositivo.

#### Iluminação
Para poder realizar os trabalhos da Grande sala e os do interior, a luz natural era insuficiente, pelo qual o autor ou autores tiveram de usar  o fogo. Em muitas pinturas encontraram-se ossos rotos sob elas, o que é, para parte dos experts, prova do uso do tutano como combustível das lâmpadas. Em provas modernas comprovou-se que esta medula com uma mecha de fibras vegetais produz uma iluminação grande, cálida e ademais sem fumo nem odores.

#### Pigmentos e utensílios de pintura

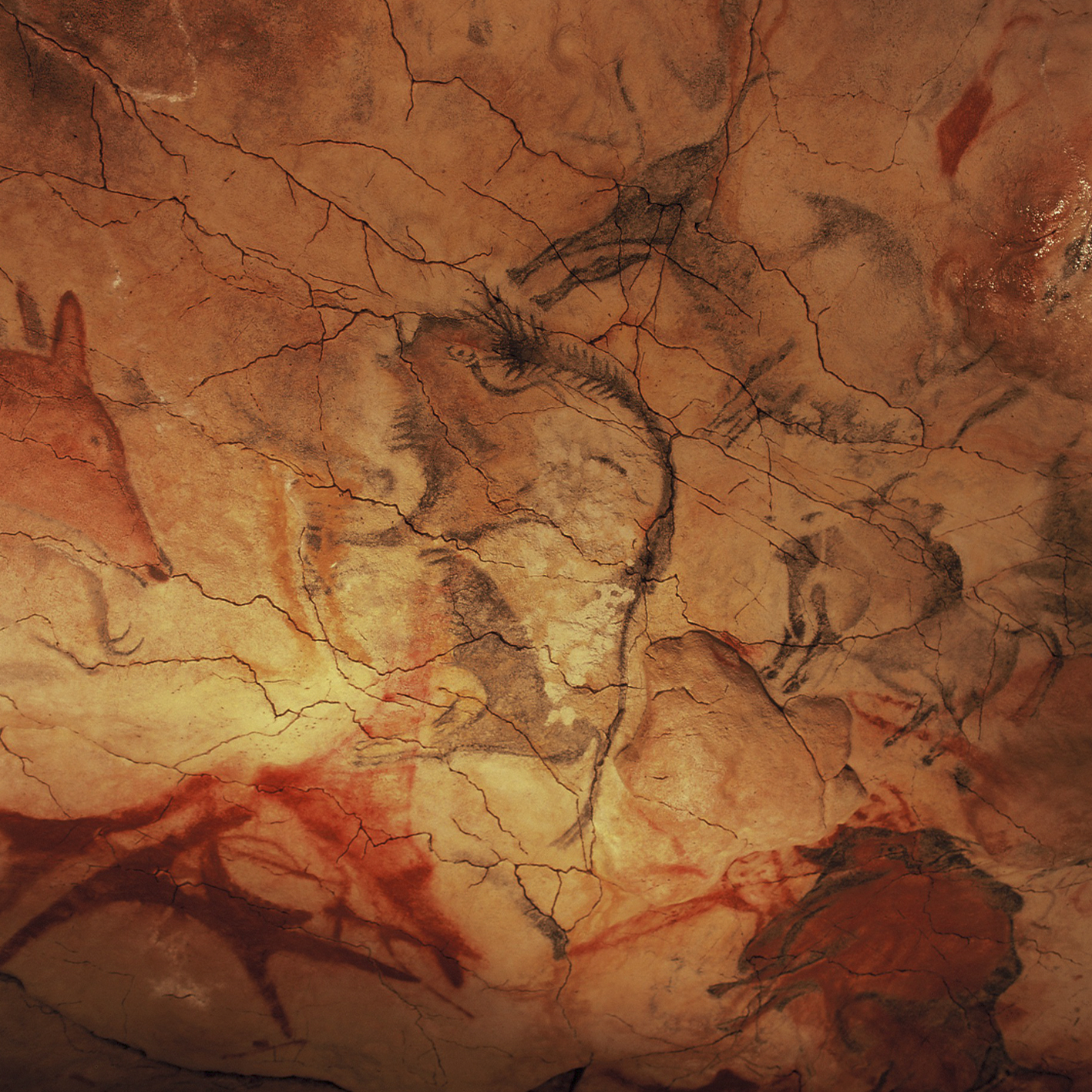
Bisontes no teito da caverna

A pintura está feita com pigmentos minerais de óxido de ferro vermelhos, ocres do amarelo até o vermelho, e carvão vegetal, misturados com água ou em seco, se bem que alguns autores pensaram que pôde ter sido usada a gordura animal como aglutinante. O contorno de linhas pretas das figuras foi realizado com carvão vegetal, que também se aplicou como massa a respeito de figuras como as policromas da Grande sala.
A cor vermelha dos policromos de Altamira conseguiu-se aplicando o hematites úmido — se acolhemos a opinião majoritária da água como solvente — sobre o teto, mas embora este pigmento tenda a mudar para o marrom quando se seca, neste caso a alta umidade da caverna impediu que isso ocorresse. Contudo, a aparência do vermelho varia segundo a época do ano, pela mudança da umidade da caverna e da rocha. Alguns estudiosos matizam o policromismo como bicromismo para as pinturas do tipo das da Grande sala, pois é empregue o preto e o ocre em diferentes gradações.
A aplicação da pintura apresenta várias possibilidades, como a aplicação com os dedos diretamente, com algum utensílio a jeito de pincel, por meio dos dedos cobertos com flanela, ou com um pincel com flanela na ponta que permitisse carregar pintura e que pudesse proporcionar um traço contínuo como o que se mostra na maioria dos traços, com um pau com o extremo machado, e em algumas ocasiões soprando a pintura a jeito de aerógrafo. Este último caso, o do aerógrafo, encontra-se quase completamente comprovado, pois nas escavações de Alcalde del Río localizaram-se em superfície três tubos realizados em osso de ave e que tinham restos de ocre tanto no seu interior como no seu exterior e que se encontraram junto a pedaços do citado mineral, se bem que não se pôde aclarar com certeza/segurança se foram tintes em seco ou dissolvidos em água; assim como também não se puderam datar os três tubos nem o quarto exemplar que foi achado nas escavações de 1981.

#### Contorno
A gravura do contorno foi provavelmente realizado com um buril ou similar de pedra, embora não se conheçam ferramentas específicas para este trabalho.

#### Perspectiva, volume e movimento
Nos diversos espaços e épocas foram empregues diversas perspectivas, no caso da grande sala, a maior parte dos policromos são representados com a chamada por Breuil como "perspectiva torcida", e que Leroi-Gourhan cataloga no seu tipo C ou biangular recta, que mostra por exemplo, o corpo do bisão de perfil e a galhadura da frente, fazendo que cada parte seja vista de onde é mais facilmente identificável.
A sensação de realismo consegue-se mediante o aproveitamento dos avultações naturais da rocha, que criam a ilusão de volume, através da viveza das cores, que recheiam as superfícies interiores (vermelho, preto, amarelo, pardos) bem como pela técnica do desenho e da gravura, que delimita os contornos das figuras. Assim, as figuras aproveitam o relevo natural da rocha e por vezes modelam-na interiormente para dar um efeito de volume e mobilidade, ao que adicionando o raspado seletivo de certas zonas para afinar certos pormenores, e o uso das duas cores predominantes, vermelho e preto, contribuem para as imagens grande mobilidade e expressividade, e conferem mais volume às pinturas.
O movimento é expresso com diversas técnicas de animação segundo estilos e épocas. Em Altamira podem-se encontrar desde a "animação nula" de algum dos cavalos das salas profundas à "animação simétrica" do javali correndo ao "galope voante" da Grande sala, com base na catalogação de Leroi-Gourhan.

### Descrição das obras

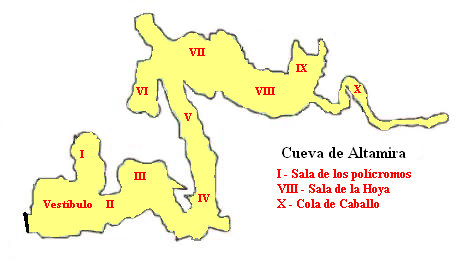
Mapa da caverna. A numeração das salas e galerias ou passadiços coincide com a que usaram e publicaram Breuil e Obermaier. As principais são:
I - Sala dos policromos, grande sala;
III - Sala dos tetiformes;
IX - Sala do buraco;
X - Cauda de cavalo.

Para posicionar as obras segue-se literalmente a nomenclatura que usaram Breuil e Obermaier na sua obra A Caverna de Altamira em Santillana del Mar (1935), se bem que incluíram-se algumas que não foram vistas até tempo depois. Não se faz uma descrição detalhada de todos os elementos encontrados, que somariam centos, senão daqueles mais visíveis ou significativos pela sua época, qualidade técnica, originalidade, etc. É preciso levar em conta que devido à natureza do meio e ao tipo de obras realizadas (gravuras, pinturas sobre gravuras, pinturas superpostas, etc.) ainda na primeira década do século XXI seguiram-se descobrindo novos trabalhos. Leroi-Gourhan realizou uma catalogação que tenta diferenciar os desenhos e gravuras com base no seu conteúdo, três tipos de elementos: animais, ideomorfos e antropomorfos. Na caverna de Altamira encontram-se representados os três.

#### Grande sala
A grande sala, numerada como I por Breuil e Obermaier, foi descrita muitas vezes, por autores tão importantes quanto estes dois ou García Guinea, como um conjunto inconexo de figuras individuais, o que pôde provocar que durante muitos anos ninguém os visse como grupos conexos, se bem que autores como Múzquiz e Saura e Leroi-Gourhan descreveram o trabalho como uma grande composição. Leroi-Gourhan, especificamente, afirmaria que "o conjunto de policromos do grande teto sugerem uma família de bisões tal e qual vivem hoje nas florestas situadas entre a Rússia e Polônia: machos, fêmeas e pequenos bisões, em posturas e atitudes diversas. Alguns olham para o exterior do grupo como se o protegessem, e o sentido  de hierarquia" e que "(...) os conjuntos parietais têm os principais caracteres de uma mensagem; respondem às necessidades e aos meios que possui o homem desde o Paleolítico superior para forjar símbolos orais realizáveis manualmente."
Além disso, recordam a necessidade de entender a pintura no seu ambiente e indicam que a grande sala deveu ser concebida para ser vista ao entrar desde o exterior pelo acesso que a comunicava com o átrio. Esta postura relativa a que o teto trate uma única cena é descartada por alguns prestigiosos pré-historiadores, como Ripoll e Ripoll, sob o argumento da dificuldade da visualização do ambiente de modo global.

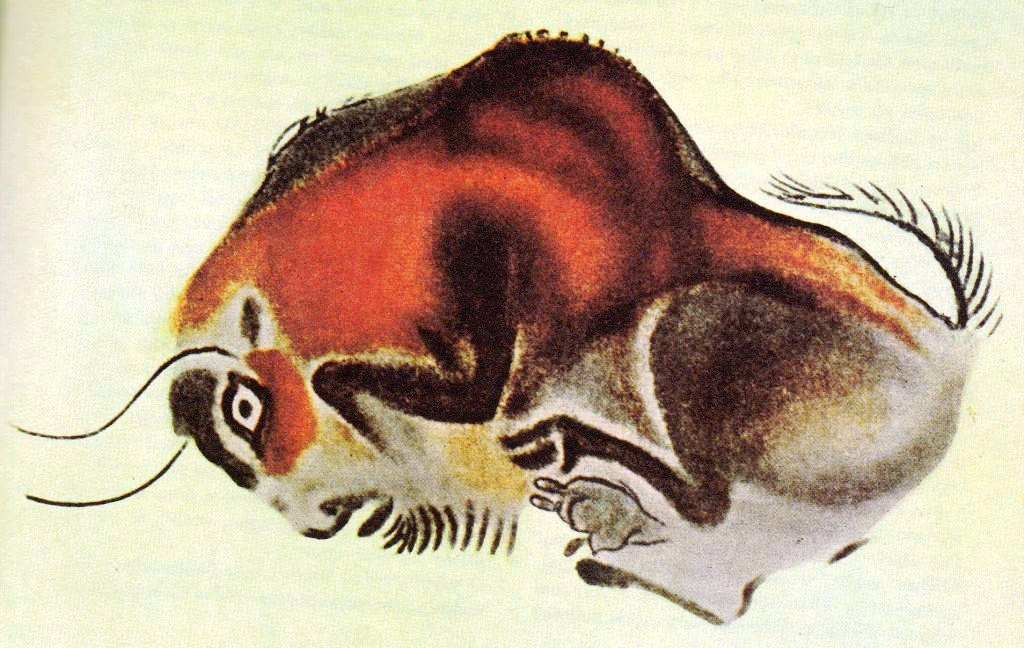
Reprodução de um dos bisões encolhidos, neste caso fêmea (Breuil, 1902 e 1935).

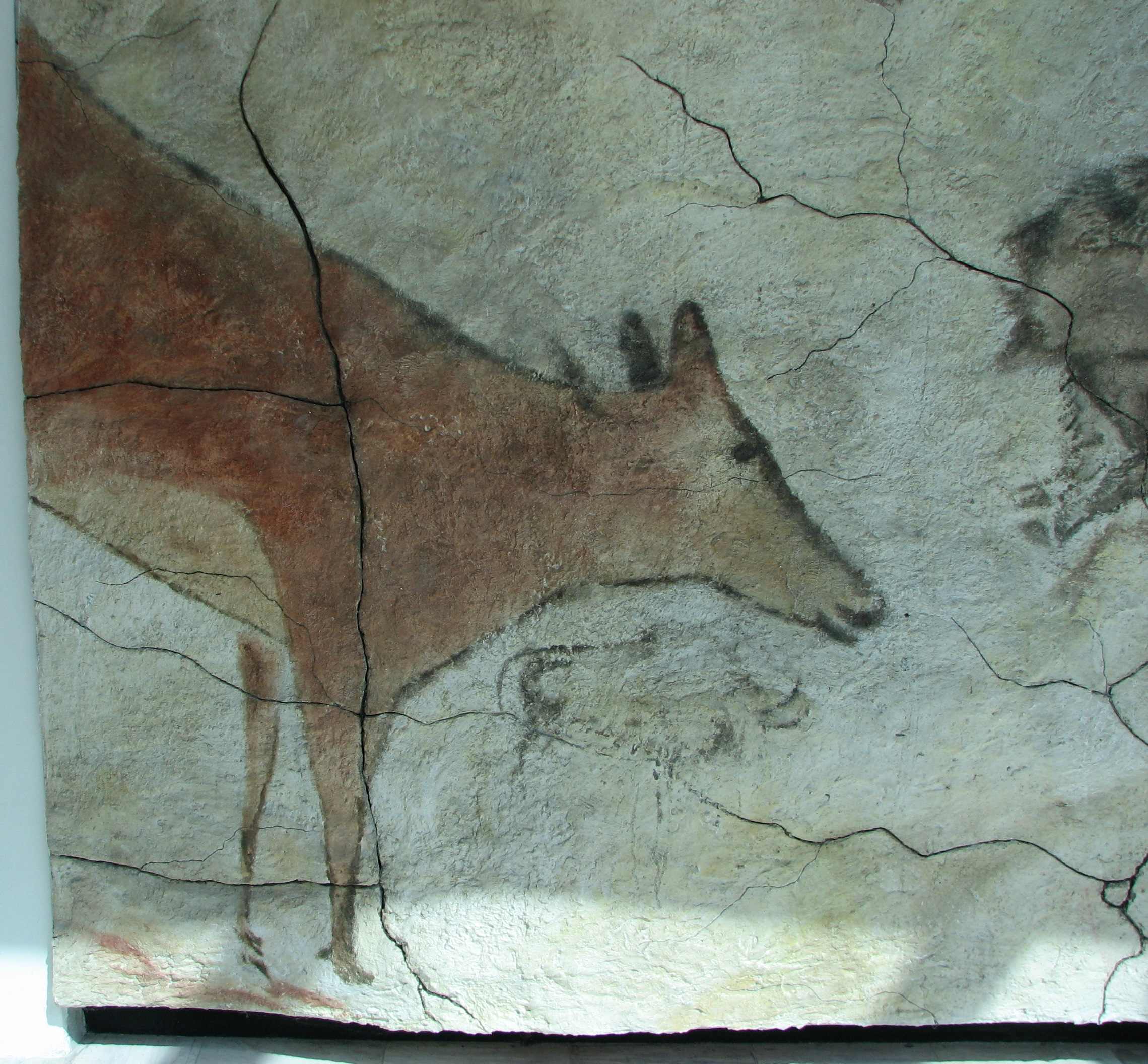
Reprodução da "grande cerva", sob a sua cabeça um pequeno bisão a preto

O teto da sala pode ser divido em três zonas:
1. O fundo da sala, para além da grande cerva, onde há figuras a vermelho, a preto, gravuras, etc.
2. A zona direita do teto, com figuras de animais a vermelho, policromias, gravuras, etc.
3. No lado esquerdo da sala encontra-se o grande grupo de policromias, razão pela qual é realmente conhecida a caverna de Altamira.

O animal mais representado é o bisão. Há dezesseis exemplares policromos e um preto, de diversos tamanhos, posturas e técnicas pictóricas, onze deles de pé, outros deitados ou recostados, estáticos e em movimento no lado esquerdo, com tamanhos que oscilam entre 1,40 e 1,80 m. Algumas teorias indicam a possibilidade que os bisões em posição de repouso realmente sejam animais feridos ou mortos, ou simplesmente bisões girando-se no pó. Nos anos de estudo da caverna por Múzquiz para poder realizar as cópias do teto da caverna descobriu a existência de dezenas de gravuras de cavalos que se deveram realizar por um único autor e antes dos policromos, pois estes se encontram superpostos. Junto a estes exemplares de bisões e cavalos encontram-se junto a cervos, javalis e signos tetiformes. Ademais há símbolos escutiformes, assim chamados por semelhar a escudos, que muito provavelmente se pintaram ao mesmo tempo em que os policromos, pois têm o mesmo vermelho ocre deles.
Como exemplo, descrevem-se três figuras animais da grande sala mais detalhadamente:
O bisão encolhido é uma das pinturas mais expressivas e admiradas de todo o conjunto. Está pintado sobre uma avultação da abóbada. O artista soube encaixar a figura do bisão, encolhendo-o, pregando as suas patas e forçando a posição da cabeça para embaixo, deixando fora unicamente o rabo e os cornos. Tudo isso destaca o espírito de observação naturalista do seu realizador e a enorme capacidade expressiva da composição.
A grande cerva , a maior de todas as figuras representadas de 2,25 m, manifesta uma perfeição técnica magistral e é uma das melhores formas do grande teto. A estilização das extremidades, a firmeza da traça da gravura e do modelado cromático dotam-na de um grande realismo. Porém, acusa certa deformação no seu feitio, seguramente originada pelo próximo ponto de vista do autor. Como quase todas as figuras da sala, encontra-se gravada em grande parte dos pormenores e do contorno. Sob do pescoço da cerva aparece um pequeno bisão em traço preto, e aos pés dela desprega-se o rebanho de bisões.
O cavalo ocre, situado num dos extremos da abóbada, foi interpretado por Breuil como uma das figuras mais antigas do teto. O cavalo permanece imóvel e apenas há presença de preto na crina e em parte da cabeça. No seu interior aprecia-se o desenho de uma cerva também a vermelho. Este tipo de poni deve ser frequente na Cornija Cantábrica, pois também se encontra representado na caverna de Tito Bustillo, descoberta em 1968 em Ribadesella.

#### Resto de salas e galerias
Realizando um recurso linear, encontramos a galeria II e sala II do mapa, onde há trabalhos sobre o barro do teto conhecidos como "macarroni", bem como um possível touro ou auroque. A sala III, um divertículo, é conhecida como "Sala dos tetiformes" por se encontrar grande quantidade deles vermelhos em salientes do teto. Chega-se à galeria IV, com gravuras de cervos e cervas superpostos e destacando-se uma cerva com as patas inconclusas., deixando passo a longo prazo galeria V com o desenho de um bisão preto sem patas, a gravura de um touro e um possível cavalo pintado a preto. À esquerda localiza-se uma volta identificada como sala VI com um importante bisão preto. O alargamento que há entre as salas VII e VIII compreende as que Breuil e Obermaier chamaram zona C, parede da esquerda segundo se avança para o fundo, com desenhos elementares a preto e signos e linhas, e zona D, à direita, com desenhos elementares a preto e signos e linhas.
Chegamos a uma sala mais ampla, sala IX, conhecida como "sala do buraco". É a última sala antes de chegar à cauda de cavalo. Na esquerda, antes de entrar no corredor final, conhecida como zona E, encontram-se quatro representações animais, de esquerda à direita: um caprídeo (possivelmente íbice), uma cerva e mais dois íbices, executadas a preto e que se atribuem ao Magdaleniano inferior. Adicionalmente, há uma pintura preta de um quadrúpede indeterminado. A galeria X é conhecida como "Cauda de cavalo". É um estreito corredor com cerca de dois metros de largo onde se encontram até dezenove pinturas e gravuras: bisão, cabeça de cerva, cavalos e bovídeos. Alguns são apenas rascunhos e outros ficam completos, com tamanhos por volta de 30 cm e chegando a alcançar 50. Também se encontram tetiformes.

## Iconografia e significado
As representações rupestres de Altamira poderiam ser imagens de significado religioso, ritos de fertilidade, cerimônias para propiciar a caça, magia simpática, simbologia sexual, totemismo, ou poderia interpretar-se como a batalha entre dois clãs representados pela cerva e o bisão, sem descartar a arte pela arte, embora esta última possibilidade fosse recusada por alguns estudiosos pois grande parte das pinturas se encontram em sítios de difícil acesso das cavernas e portanto de difícil exibição. Algumas das interpretações dadas para a arte rupestre por alguns dos autores que mais influíram nos estudos, segundo estabelece (Pascua Turrión 2006):
| Ord. | Autores (data)                            | Explicação | Interpretação                        |
| ---- | ----------------------------------------- | --- | ------------------------------------ |
| 1    | Lartet e Christy (1865-1875) Pette (1907) | Significado: decorativo e ocioso.Arte como ornamentação do lugar onde se vive. | Arte pela arte                       |
| 2    | Reinach (1903)                            | Significado: prática propiciatória / magia simpática.Através da arte obtinha-se controle e influência sobre o meio e a caça. | Magia - religião                     |
| 3    | Durkheim (1912)                           | Significado: relação homem-ambiente (flora e fauna), ao praticar o culto aos antepassados e à reencarnação do ser humano morto na forma de animal.Vinculação do indivíduo com totem do clã, como símbolo que identifica ao grupo.                                                            | Magia - religião                     |
| 4    | Breuil (1952) Bégouën (1958)              | Significado: caráter religioso.Arte vincula-se a cerimônias propiciatórias, apartadas dos não iniciados em lugares ocultos (fundo cavernário)Caverna como santuário. | Magia - religião                     |
| 5    | Ucko e Rosenfeld (1967)                   | Significado: motivação variada condicionada pelo contexto econômico, social e geográfico.Arte poderia incorporar elementos mágico-religiosos e móveis decorativos, simbólicos ou comunicativos.                                                                                              | Médio de comunicação: causa múltiplo |
| 6    | Leroi-Gourhan e Lamming (1962-71; 1981)   | Significado: sistema estruturado que mostra princípios de caráter sexual em oposição, o que respondia a uma motivação religiosa.Arte como testemunho étnico que marca o território.Caverna como santuário.                                                                                   | Estruturalismo                       |
| 7    | Clottes e Lorblanchet (1995)              | Nega-se o conceito de estilo, e as datações absolutas científicas faz retornar o conceito etno-cultural.Significado: caráter religioso onde o oculto, misterioso e ritual mistura-se com o xamânico, totêmico e a magia propiciatória para a caça e a fertilidade.Caverna como santuário.    | Magia - religião                     |
| 8    | Balbín e Alcolea (1999-2003)              | Significado: meio de expressão que reflete as concepções e ideologia do homem paleolítico, tanto a sua organização dos grupos, quanto as suas motivações econômicas, ou a sua visão do mundo e da vida.Arte mostra a vinculação do homem da época com o espaço dentro do qual se move e age. | Médio comunicação: causa múltipla    |

Contudo, embora seja óbvia a dificuldade de conhecer que motivou ao homem paleolítico a realização destas obras de arte parietal, sim é possível afirmar que a realização das pinturas responde a um planejamento, o que implica um processo cognitivo de reflexão para concluir que pintar, onde e como fazê-lo, e distribuí-lo; e existe quase acordo em que são símbolos ligados à caça e à fecundidade. Também parece claro a necessidade de uma organização social para poder realizar obras desta envergadura:
| “ | "...o motivo a interpretar não está a cargo de uma vontade individual mas a uma vontade social. A solução impecável das figuras nos sugere na seleção da pessoa que as realiza e a importância disso para os restantes membros da tribo." | ” |

Leroi-Gourhan, com base em outros estudos e aos seus próprios, concluiu que as cavernas eram templos —espaço público— que continham alguns santuários —espaço destinado apenas para certas pessoas— e que há que entendê-las em conjunto, com uma iconografia baseada nos tipos de animais e na posição deles nos painéis —agrupamentos de figuras—, e destes na caverna. O homem pré-histórico não plasmava uma coleção de animais comestíveis ou de presas habituais, mais bem era um bestiário, como mostra a discrepância entre o representado e os restos alimentícios encontrados. No caso de Altamira, a Grande sala seria o templo.

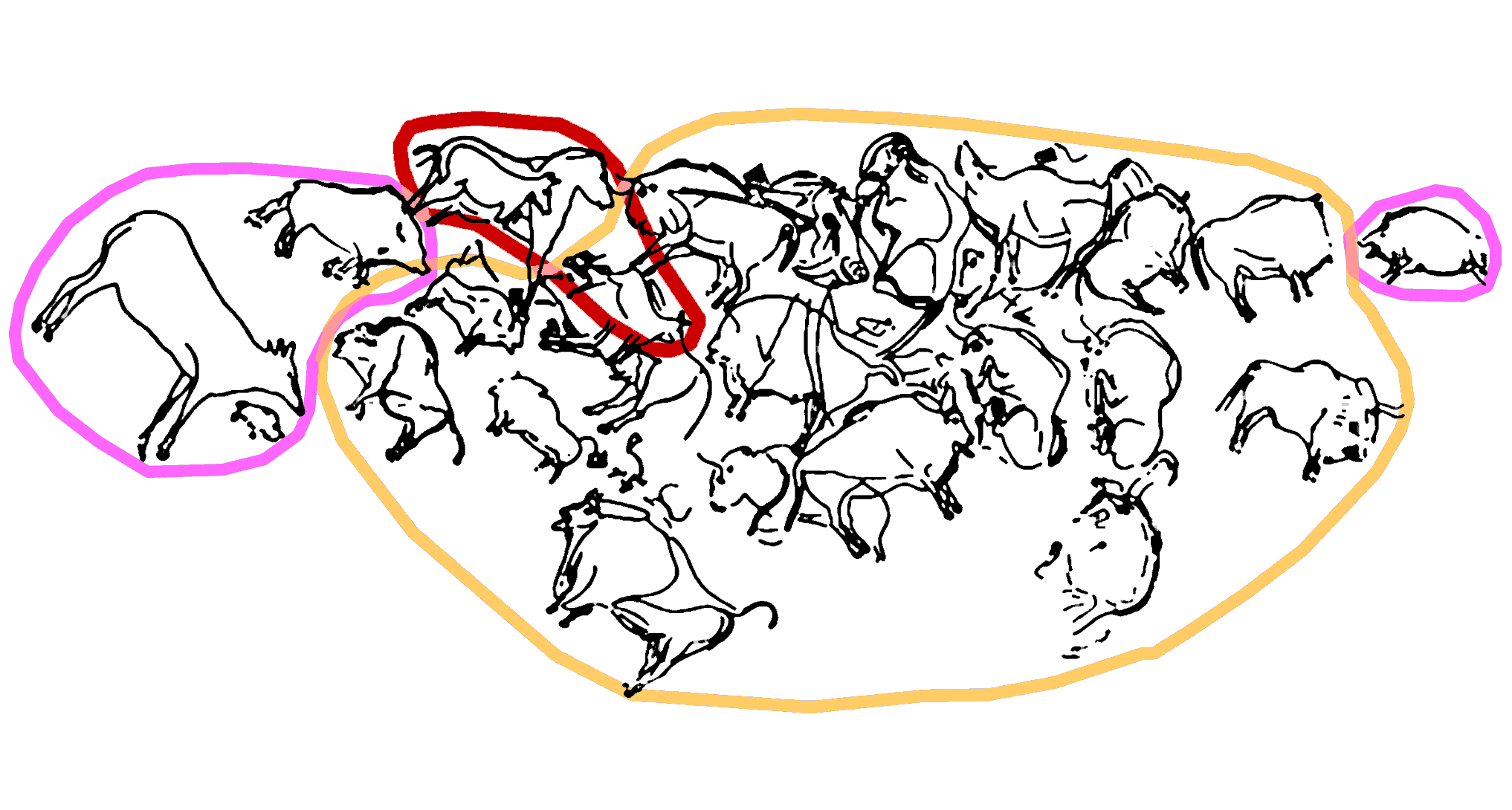
Associação de animais no grande painel da Caverna de Altamira segundo o paradigma de Leroi-Gourhan:
O animal central é o bisão (a mulher), com alguns cavalos complementares (o homem); sendo acompanhados de animais periféricos, neste caso javalis e cervos.

## Proteção e difusão
Desde a sua descoberta e o seu posterior reconhecimento, a caverna teve diferentes níveis de proteção nacionais e internacionais, que chegaram a ser extremos, proibindo a visita, devido à ampla difusão social, que a tornaram num destino turístico maciço. Desde que em 1910 o Município de Santillana del Mar criou uma Junta de Conservação e Defesa da Caverna, a forma de protegê-la passou por diferentes fases:
- Abertura ao público em 1917, já com guia;
- Em 1924 foi declarada Monumento Histórico Artístico;
- Em 1925 foi designada uma junta para melhorar as condições de conservação;
- Em 1940 foi posta em andamento o "Padroado da Caverna de Altamira";
- Em 1977 cerrou-se pela primeira vez a caverna após um estudo;
- Em 1982, reabriu-se o sítio de modo limitado, para 8500 visitantes anuais;
- Em 1985, o reconhecimento mundial com a nomeação de "Patrimônio da Humanidade";
- Em 2001 foram inaugurados o Museu e a réplica junto à localização original, embora não se tenha encerrado o debate sobre a possibilidade de visitas ao sítio original.

### Patrimônio da Humanidade
A Caverna de Altamira foi declarada Patrimônio da Humanidade pela UNESCO em 1985. Posteriormente, em 2008, foi estendida a proteção para outras 17 cavernas com vestígios humanos (talvez as mais bem conservadas e representativas de um grupo maior conhecido como Arte rupestre paleolítica do norte da Espanha).

### Acesso à caverna e réplicas

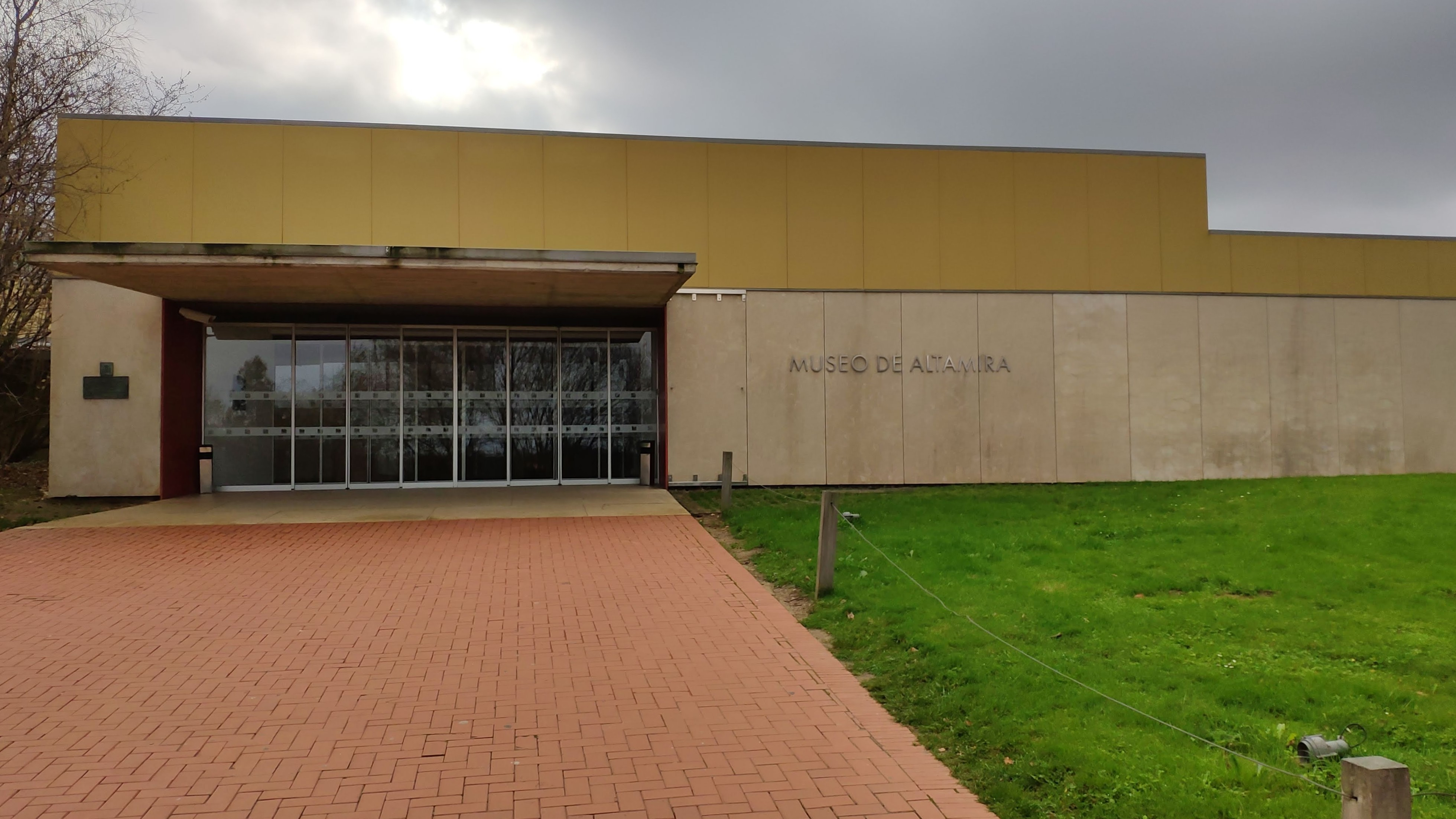
Entrada do Museu Nacional e Centro de Pesquisa de Altamira.

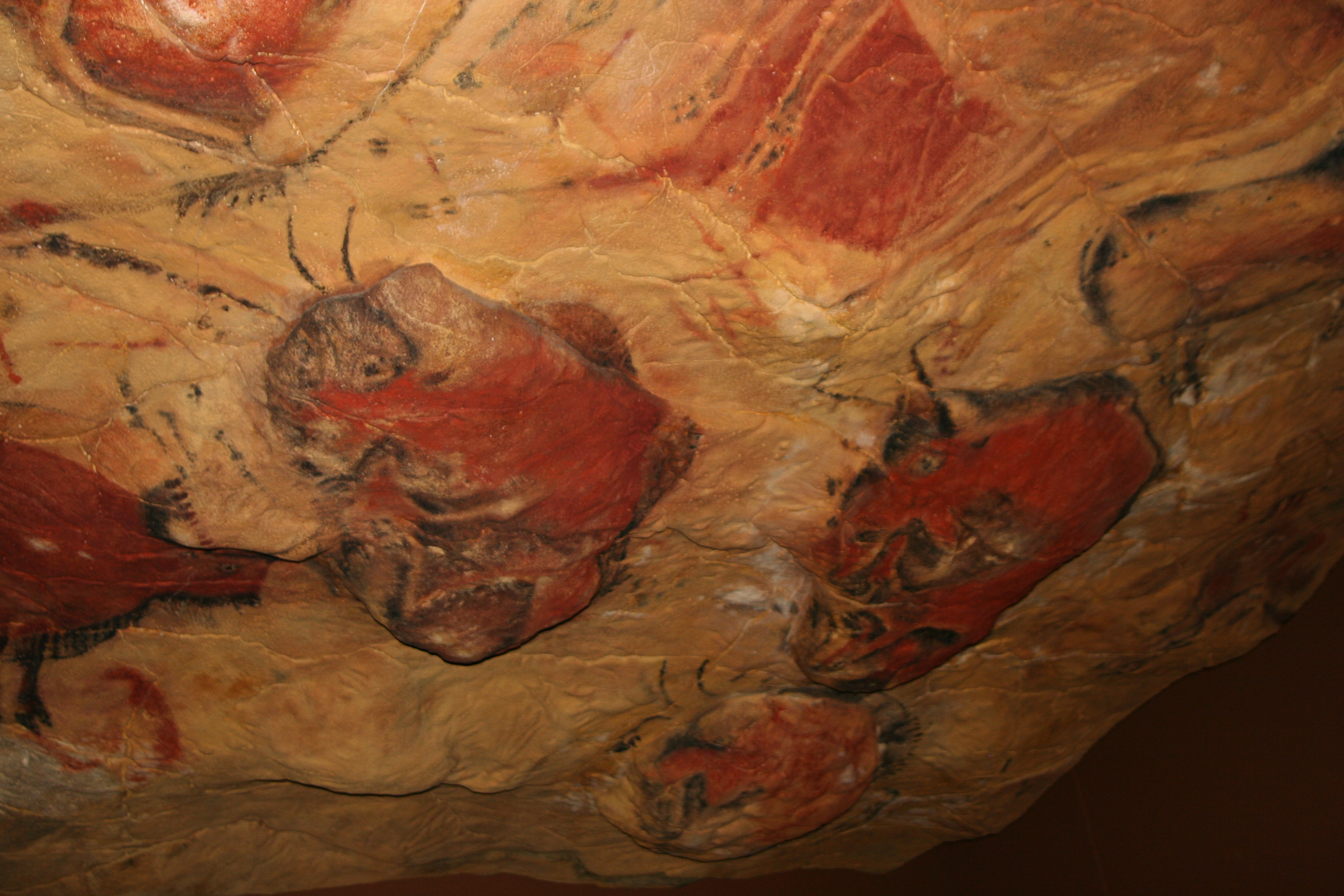
Reprodução do teto da sala dos policromos no Deutsches Museum de Munique.

Em 1917, a caverna foi aberta ao público em geral e, em 1924, foi declarada Monumento Nacional. A partir desse momento ir-se-iam incrementando as visitas, mas durante os anos das décadas de 1960 e 1970, as numerosas pessoas que acederam à caverna colocaram em risco o seu microclima e a conservação das pinturas, assim por exemplo, em 1973 foram alcançados os 174 000 visitantes. Deste jeito, criou-se um debate sobre a conveniência de fechar Altamira ao público, atingindo mesmo o debate no Congresso dos Deputados. Em 1977, foi clausurada a caverna ao público para se reabrir finalmente em 1982 e permitir o acesso a um restringido número de visitantes por dia, evitando ultrapassar 8500 por ano.
O amplo número de pessoas que desejava ver a caverna e o longo período de espera para aceder a ela (mais de um ano) indicava a necessidade de construir uma réplica. Desde 2001, junto à caverna foi levantado o Museu Nacional e Centro de Pesquisa de Altamira, do arquiteto Juan Navarro Baldeweg. No seu interior destaca-se a denominada Neocueva ("Neo-caverna") de Altamira, a reprodução mais fiel que existe da original e muito similar a como se conhecia há cerca de 15 mil anos. Nela é possível contemplar a reprodução das famosas pinturas do grande teto da caverna, levada a cabo por Pedro Saura e Matilde Múzquiz, catedrático de fotografia e professora intitular de desenho da Faculdade de Belas-Artes da Universidade Complutense de Madrid, respectivamente. Nesta reprodução foram empregues as mesmas técnicas de desenho, gravura e pintura que empregaram os pintores paleolíticos, e a cópia foi levada a tal extremo que durante o estudo das originais foram descobertas novas pinturas e gravuras.
Existem outras duas reproduções das pinturas realizadas simultaneamente a partir de um trabalho de Pietsch em colaboração com a Universidade Complutense na década de 1960, uma fica numa caverna artificial realizada no jardim do Museu Arqueológico Nacional de Espanha e a outra no Deutsches Museum em Munique. No Parque de Espanha em Tóquio —um parque temático sobre a Espanha— exibe-se uma cópia parcial das pinturas da grande sala, executada por Múzquiz e Saura e inaugurada em 1993. No Parque da Pré-História de Teverga em Astúrias, existe uma fiel reprodução parcial do Grande teto, dos mesmos autores.
Em 2002, a caverna foi fechada para o público à espera dos estudos de impacto encomendados. Na primeira década do século XXI, houve um amplo debate sobre a conveniência de reabrir ou não a caverna para o público. O Ministério de Cultura da Espanha encomendou um estudo sobre o estado das pinturas e a conveniência de programar visitas, o qual se publicou em 2010. Em junho desse mesmo ano, o Padroado da Caverna de Altamira confirmou que seria aberta novamente, apesar de o CSIC recomendar o contrário nas suas conclusões.

### Impacto social
A arte paleolítica da caverna de Altamira teve uma influência no âmbito social, além da que teve para os estudos pré-históricos. Assim, no mundo da pintura deu pé à criação da Escola de Altamira de pintura moderna; e Picasso, após uma visita, exclamou: "Após Altamira, tudo parece decadente". Outros artistas de ramos diversos também entenderam a importância, assim Rafael Alberti escreveu um poema descrevendo a sensação da visita que realizou.